# 윤성식 (연출가)
윤성식(1970년 ~ )은 대한민국의 방송사 KBS 드라마본부의 프로듀서이다. KBS 주말연속극 최고다 이순신을 연출한 KBS 드라마본부의 윤성식 PD는 2013년 8월 25일 마지막회에 특별한 카메오로 출연했다. 드라마 연출자인 윤성식PD가 영화 감독 역으로 깜짝 등장한 것이다.
동료 드라마 PD 사이에서 남성미가 넘치는 액션물을 잘 만드는 연출로 정평이 나 있는 윤성식 PD는 <모래시계> 같은 드라마를 만드는 것이 목표라고 밝힌 바가 있다.

## 이력 사항

### 학력
- 연세대학교 신문방송학과 학사

### 경력
- KBS 시사교양본부 프로듀서
- KBS 예능본부 프로듀서
- KBS 드라마본부 프로듀서

## 참여 작품
| 방송 년도       | 방송사 | 제목                                | 역할     | 비고  |
| --------------- | ------ | ----------------------------------- | -------- | ----- |
| 2000년          | KBS2   | RNA                                 | 조연출   |       |
| 2002년          | KBS2   | 언제나 두근두근                     | 조연출   |       |
| 2003년          | KBS1   | 노란 손수건                         | 조연출   |       |
| 2004년          | KBS2   | 백설공주                            | 조연출   |       |
| 2005년          | KBS2   | KBS 드라마시티 - 계룡산 부용이      | 연출     |       |
| 2006년          | KBS2   | KBS 드라마시티 - 트렁크             | 연출     |       |
| 2006년 ~ 2007년 | KBS1   | 대조영                              | 연출     |       |
| 2008년          | KBS2   | 드라마시티 - 러브헌트, 서른 빼기 셋 | 연출     |       |
| 2008년          | KBS2   | 연애결혼                            | 프로듀서 |       |
| 2009년          | KBS2   | 남자 이야기                         | 연출     | [ 3 ] |
| 2010년          | KBS2   | KBS 드라마 스페셜 - 여름 이야기     | 연출     |       |
| 2010년          | KBS2   | KBS 드라마 스페셜 - 어서 말을 해    | 연출     |       |
| 2011년          | KBS2   | 강력반                              | 프로듀서 |       |
| 2012년          | KBS2   | 각시탈                              | 연출     | [ 4 ] |
| 2013년          | KBS2   | 최고다 이순신                       | 연출     | [ 5 ] |
| 2014년          | KBS2   | 트로트의 연인                       | 프로듀서 |       |
| 2014년          | KBS2   | 왕의 얼굴                           | 연출     |       |
| 2016년          | KBS2   | 화랑                                | 연출     |       |
| 2019년          | TV조선 | 바벨                                | 연출     |       |
| 2020년          | tvN    | 철인왕후                            | 연출     |       |
| 2022년          | JTBC   | 클리닝 업                           | 연출     |       |
| 2025년          | SBS    | 귀궁                                | 연출     |       |

## 수상 및 후보
| 연도 | 시상식                   | 부문                  | 작품        | 결과 |
| ---- | ------------------------ | --------------------- | ----------- | ---- |
| 2010 | 휴스턴국제영화제         | TV부문 브론즈레미상   | 남자 이야기 | 수상 |
| 2010 | 제5회 서울 드라마 어워즈 | 장편부문 최우수작품상 | 남자 이야기 | 수상 |
| 2013 | 제13회 대한민국 국회대상 | 올해의 드라마상       | 각시탈      | 수상 |